# Woblitzsee
Woblitzsee er en sø i Mecklenburgische Seenplatte i Tyskland. Den ligger i kreis Mecklenburgische Seenplatte i delstaten Mecklenburg-Vorpommern. Byen Wesenberg ligger i den sydvestlige ende af søen.
Søen ligger i en højde på 57,4 moh. og har et areal på 5,2 km2.
Den sejlbare flod Havel løber gennem Woblitzsee og kommer ind via en kanal fra Großer Labussee. Floden forlader søen ved Wesenburg via en 7,2 km lang kanal til Wangnitzsee. forbinder også Woblitzsee, hvilket giver skibe mulighed for at nå Zierker See og Neustrelitz . Søen er sejlbar mellem disse tre indgange, og sejladsen administreres som en del af Obere–Havel–Wasserstraße.